# Laon-Nord (tổng)
Tổng Laon-Nord là một tổng ở tỉnh Aisne trong vùng Hauts-de-France.

## Các đơn vị cấp dưới
Tổng Laon-Nord gồm 9 xã với dân số là 15 866 người (điều tra năm 1999, dân số không tính trùng)
| Xã                | Dân số | Mã bưu chính | Mã insee |
| ----------------- | ------ | ------------ | -------- |
| Aulnois-sous-Laon | 1 218  | 02000        | 02037    |
| Besny-et-Loizy    | 350    | 02870        | 02080    |
| Bucy-lès-Cerny    | 170    | 02870        | 02132    |
| Cerny-lès-Bucy    | 114    | 02870        | 02151    |
| Chambry           | 785    | 02000        | 02157    |
| Crépy             | 1 710  | 02870        | 02238    |
| Laon              | 26 265 | 02000        | 02408    |
| Molinchart        | 276    | 02000        | 02489    |
| Vivaise           | 702    | 02870        | 02821    |

La commune de Laon est partiellement comprise dans ce canton.

## Biến động dân số
| 1962                                                     | 1968 | 1975 | 1982 | 1990   | 1999   |
| -------------------------------------------------------- | ---- | ---- | ---- | ------ | ------ |
| -                                                        | -    | -    | -    | 15 374 | 15 866 |
| Nombre retenu à partir de 1962 : dân số không tính trùng |      |      |      |        |        |